# Nadik (Likiep)
Nadik ist ein winziges Motu des Likiep-Atolls der pazifischen Inselrepublik Marshallinseln.

## Geographie
Nadik liegt in der Südostecke des Riffsaums des Likiep-Atolls, im Übergang zwischen Agony Island am South Pass (Minami-suido) und der Hauptinsel Likiep. Zusammen mit Atotak und Biketokeak gehört es zu einem halben Dutzend wenig beachteter Inselchen.